# Mazaea shaferi
Mazaea shaferi är en måreväxtart som först beskrevs av Paul Carpenter Standley, och fick sitt nu gällande namn av Piero G. Delprete. Mazaea shaferi ingår i släktet Mazaea och familjen måreväxter. Inga underarter finns listade i Catalogue of Life.